# 第一届阿米尔·谢里夫丁内阁
第一届阿米尔·谢里夫丁内阁是印度尼西亚共和国第5届内阁，也是阿米尔·谢里夫丁总理领导的第一届内阁，1947年7月3日成立，同年11月11日改组解散。

## 背景
1947年6月27日第三届夏赫里尔内阁总辞职后，苏加诺总统召集马斯友美党、印度尼西亚民族党、社会党和印度尼西亚工党的领导人商讨组建新内阁问题。但是马斯友美党提出的对一些高级部长职位的要求遭到其他党派领导人的反对，他们担心马斯友美党乘机主导内阁。最终在7月3日，印尼民族党、社会党、印尼工党和从马斯友美党分裂出的印度尼西亚伊斯兰联盟党达成一致，共同支持看守内阁国防部长阿米尔·谢里夫丁出任总理。

## 组成

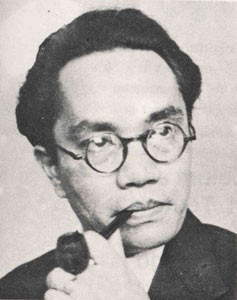
阿米尔·谢里夫丁总理兼防长

上届内阁的九位成员在本届内阁留任。政府的目标是包容性，让所有现存党派和利益集团的代表加入。马斯友美党表明不参加内阁后，印尼伊斯兰联盟党就在内阁中代表了伊斯兰教集团的利益。

### 领导层
- 总理兼国防部长：阿米尔·谢里夫丁（社会党）
- 副总理兼经济部长：阿德南·卡保·加尼（印度尼西亚民族党）
- 副总理：塞蒂亚吉德·苏贡多（印度尼西亚工党）

### 部长
- 内政部长：翁多阿米塞诺（印度尼西亚伊斯兰联盟党）
- 外交部长：阿古斯·萨利姆（无党派）
- 教育部长：阿里·沙斯特罗阿米佐约（印度尼西亚民族党）
- 财政部长：亚历山大·安德烈斯·马拉米斯（印度尼西亚民族党）
- 新闻部长：塞蒂亚迪（无党派）
- 交通部长：朱安达·卡塔维查亚（无党派）
- 公共工程部长：穆罕默德·厄诺赫（无党派）
- 卫生部长：约翰内斯·莱梅纳（印度尼西亚基督教党）
- 社会事务部长：苏普罗佐（印度尼西亚工党）
- 司法部长：苏桑托·蒂尔托普罗佐（印度尼西亚民族党）
- 宗教事务部长：艾哈迈德·阿斯吉阿里（印度尼西亚伊斯兰联盟党）
- 劳工部长：苏拉斯特丽·卡尔玛·特里穆尔蒂（印度尼西亚工党）

### 国务部长（无任所）
- 国务部长：斯里苏丹哈孟库布沃诺九世（无党派）
- 国务部长：维卡纳（青年代表大会）
- 国务部长：苏贾阿斯（印度尼西亚农民阵线）
- 国务部长：萧玉灿（无党派）
- 国务部长：辛德罗马尔托诺（社会党）
- 国务部长：马鲁托·达鲁斯曼（印度尼西亚共产党）

### 初级部长
- 内政部初级部长：阿卜杜尔·马吉德·佐约阿迪宁拉特（社会党）
- 外交部初级部长：坦西尔（社会党）
- 经济部第一初级部长：伊格纳蒂乌斯·约瑟夫·卡西莫·亨德罗瓦希奥诺（印度尼西亚天主教党）
- 经济部第二初级部长：阿吉·达尔莫·特约克罗内戈罗（社会党）
- 国防部初级部长：阿鲁吉·卡塔维纳塔（印度尼西亚伊斯兰联盟党）
- 财政部初级部长：王永利（社会党）
- 新闻部初级部长：夏赫布丁·拉蒂夫（印度尼西亚伊斯兰联盟党）
- 公共工程部初级部长：赫尔林·拉奥（印度尼西亚民族党）
- 卫生部初级部长：萨特里奥（印度尼西亚工党）
- 社会事务部初级部长：苏科索·维尔约萨皮特罗（印度尼西亚伊斯兰联盟党）
- 劳工部初级部长：韦洛坡（印度尼西亚民族党）

## 阁员变动
- 1947年8月11日公共工程部长穆罕默德·厄诺赫辞职，初级部长赫尔林·拉奥接任，公共工程部初级部长职位废除。
- 1947年10月9日宗教事务部长阿斯吉阿里无法从他在苏门答腊岛的家中迁至首都雅加达，他的职位被安瓦尔丁取代。

## 改组
马斯友美党提出愿意再次参加内阁，阿米尔·谢里夫丁总理遂于1947年11月11日改组内阁，成立在他领导下的第二届内阁，第一届内阁只存在了4个月又8天。

### 书目
- Kahin, George McTurnan (1952) Nationalism and Revolution in Indonesia Cornell University Press, ISBN 0-8014-9108-8
- P. N. H. Simanjuntak (2003) Kabinet-Kabinet Republik Indonesia: Dari Awal Kemerdekaan Sampai Reformasi (Cabinets of the Republic of Indonesia: From the Beginning of Independence to the Reform Era), Djambatan, Jakarta ISBM 979-428-499-8 （印尼文）